# Richard Dillane
Richard Dillane (Kent, 1964) es un actor británico.

## Biografía
Es hijo del australiano John Dillane (un cirujano) y de la inglesa Bridget Curwen-Dillane, tiene tres hermanos: Nicholas Dillane, Sarah Dillane y el actor británico Stephen Dillane. Sus sobrinos son Seamus Dillane y el actor Frank Dillane.
En 2005 Dillane se casó con la actriz británica Jayne McKenna, la pareja tiene tres hijos.

## Carrera
En 1995 interpretó al sargento australiano Brad Connor durante la quinta temporada de la serie Soldier Soldier. En 1997 apareció en la serie Men Behaving Badly donde interpretó al consejero de relaciones Ben.
En 2000 apareció como invitado en la tercera temporada de la serie Cold Feet donde interpretó al fotógrafo Miles Brodie, un antiguo compañero de Karen Marsden (Hermione Norris). En 2004 apareció en la película biográfica De-Lovely donde dio vida a Bill Wrather, el último amante del compositor Cole Porter (Kevin Kline). Al año siguiente, interpretó al ingeniero aeroespacial alemán Wernher von Braun en la serie Space Race. En 2006 apareció como invitado en la serie Hustle donde interpretó al gánster y estafador australiano Graham Poole.
En 2007 apareció como invitado en el séptimo episodio de la sexta temporada de la popular serie británica de espías Spooks donde dio vida al espía John Richardson. Ese mismo año apareció como invitado en la serie Lewis donde interpretó al drogadicto Theodore Platt.
En 2008 se unió al elenco de la serie médica Casualty donde interpretó al cirujano ortopedista Sean Anderson hasta 2010. Anteriormente había aparecido pro primera vez en la serie en 2007 donde dio vida a Anthony Sharman durante el episodio "The Silence of Friends". Ese mismo año obtuvo un papel en la película The Dark Knight donde interpretó al Comisionado Interino de la policía, e interpretó al teniente coronel David Talbot Rice en la película The Edge of Love.
En 2010 apareció en la película Oranges and Sunshine donde dio vida a Mervyn "Merv" Humphreys, el esposo de la trabajadora social inglesa Margaret Humphreys (Emily Watson). En 2011 interpretó a Carter, el capitán del robot "Teselecta" en dos episodios de la popular y exitosa serie de ciencia ficción Doctor Who. En 2012 apareció en la película Argo donde interpretó al agente Peter Nicholls, un oficial de la OSS.
En 2015 se unió al elenco de la miniserie Wolf Hall donde dio vida a Charles Brandon, el duque de Suffolk. En 2016 apareció como invitado en la primera temporada de la nueva serie Berlin Station donde interpretó al oficial Gerald Ellman, un hombre que es el enlace adjunto de la CIA con la estación. En 2017 apareció como personaje recurrente en la miniserie The White Princess donde dio vida a Sir Thomas Stanley, I conde de Derby. Ese mismo año se unió al elenco principal de la nueva serie The Last Post donde dio vida a Harvey Tilbrook.

## Filmografía

### Series de televisión
| Año           | Título                              | Personaje                              | Notas                                          |
| ------------- | ----------------------------------- | -------------------------------------- | ---------------------------------------------- |
| 2022          | Andor                               | Davo Sculdun                           |                                                |
| 2017-presente | The Last Post                       | Harvey Tilbrook                        | 6 episodios                                    |
| 2017          | The White Princess                  | Sir Thomas Stanley, 1.er Earl de Derby | 2 episodios - miniserie                        |
| 2016          | Daye's Work                         | Det.Insp. Harry Daye                   | episodio "Pilot"                               |
| 2016          | Berlin Station                      | Gerald Ellman                          | episodio # 1.1                                 |
| 2016          | Poldark                             | Henry Bull                             | episodio # 2.2                                 |
| 2016          | Peaky Blinders                      | General Curran                         | episodio # 3.1                                 |
| 2016          | Silent Witness                      | DCI. Michael Waite                     | 2 episodios                                    |
| 2016          | Endeavour                           | Leo Richardson                         | episodio # 3.2                                 |
| 2015          | Agatha Christie's Partners in Crime | Bulldog                                | episodio "The Secret Adversary: Part 3"        |
| 2015          | Wolf Hall                           | Duque de Suffolk                       | 5 episodios - miniserie                        |
| 2014          | New Tricks                          | Lawrence Devlin                        | episodio "Tender Loving Care"                  |
| 2014          | Vera                                | Will Peyton                            | episodio "The Deer Hunters"                    |
| 2013          | Atlantis                            | Pallos                                 | episodio "A Boy of No Consequence"             |
| 2013          | Foyle's War                         | Charles Roper                          | episodio "Sunflower"                           |
| 2013          | Midsomer Murders                    | Oliver Ordish                          | episodio "Schooled in Murder"                  |
| 2012          | DCI Banks                           | DCI. Stuart Burgess                    | 2 episodios                                    |
| 2011          | Doctor Who                          | Carter                                 | 2 episodios                                    |
| 2008 - 2010   | Casualty                            | Dr. Sean Anderson                      | 28 episodios                                   |
| 2008          | Agatha Christie's Poirot            | Mayor Summerhayes                      | episodio "Mrs McGinty's Dead"                  |
| 2007          | Spooks                              | John Richardson                        | episodio # 6.7                                 |
| 2007          | Rome                                | Centurion Vallo                        | episodio "De Patre Vostro (About Your Father)" |
| 2007          | Lewis                               | Theodore Platt                         | episodio "Whom the Gods Would Destroy"         |
| 2007          | Waking the Dead                     | Ricardo Rivelli                        | 7 episodios                                    |
| 2006          | Hustle                              | Graham Poole                           | episodio "Law and Corruption"                  |
| 2005          | Space Race                          | Wernher von Braun                      | 4 episodios                                    |
| 2003          | Adventure Inc.                      | Michael Drake                          | episodio "Spirit of the Mask "                 |
| 2003          | Red Cap                             | Capt. Finbar Glover                    | episodio "Cover Story"                         |
| 2000          | Cold Feet                           | Miles Brodie                           | 3 episodios                                    |
| 1999          | An Evil Streak                      | David Mereday                          | -                                              |
| 1998          | Verdict                             | Robert Horton-Smith                    | episodio "Split Second"                        |
| 1998          | Big Women                           | Brian                                  | 3 episodios - miniserie                        |
| 1998          | The Grand                           | Sean Villiers                          | episodio # 2.6                                 |
| 1997          | Men Behaving Badly                  | Ben                                    | episodio "Ten"                                 |
| 1997          | Heartbeat                           | Terry                                  | episodio "Peace and Quiet"                     |
| 1995          | Soldier Soldier                     | Sgt. Brad Connor                       | 10 episodios                                   |

### Películas
| Año  | Título                             | Personaje                  | Notas |
| ---- | ---------------------------------- | -------------------------- | --- |
| 2016 | The Dark Channel                   | Ben Brown                  | junto a Mark Williams, Julie Graham, Karl Davies, Alan McKenna, Ian Burfield y Dermot Keaney             |
| 2014 | The Last Hand                      | John                       | corto - junto a Jody Latham y Andrew Ellis                                                               |
| 2014 | Altar                              | Greg                       | junto a Olivia Williams, Matthew Modine, Antonia Clarke y Adam Thomas Wright                             |
| 2014 | United Passions                    | Larsen                     | junto a Tim Roth, Fisher Stevens, Sam Neill, Thomas Kretschmann, Gérard Depardieu y Jason Barry          |
| 2013 | Mindscape                          | Robert                     | junto a Mark Strong, Indira Varma, Noah Taylor, Taissa Farmiga, Alberto Ammann y Brian Cox               |
| 2013 | Dead in Tombstone                  | Jack Sutter                | junto a Danny Trejo, Mickey Rourke, Anthony Michael Hall, Dina Meyer, Colin Mace y Emil Hostina          |
| 2012 | Argo                               | Oficial Peter Nicholls     | junto a Ben Affleck, Bryan Cranston, Alan Arkin, John Goodman, Victor Garber y Tate Donovan              |
| 2012 | The Dinosaur Project               | Jonathan Marchant          | junto a Peter Brooke, Matt Kane, Natasha Loring y Stephen Jennings                                       |
| 2010 | Oranges and Sunshine               | Merv Humphreys             | junto a Emily Watson, Lorraine Ashbourne, Russell Dykstra, Alastair Cumming y Hugo Weaving               |
| 2009 | Moonshot                           | Tom Stafford               | junto a Daniel Lapaine, James Marsters, Andrew Lincoln, Nigel Whitmey, William Hope y Trevor White       |
| 2009 | Mad Sad & Bad                      | Roger                      | junto a Meera Syal, Nitin Ganatra, Andrea Riseborough y Zubin Varla                                      |
| 2009 | Free Agents                        | Actor de Teatro            | junto a Stephen Mangan, Sharon Horgan, Anthony Head y Frances Tomelty                                    |
| 2008 | The Dark Knight                    | Comisionado Interino       | junto a Christian Bale, Heath Ledger, Michael Caine, Gary Oldman y Morgan Freeman                        |
| 2008 | The Edge of Love                   | Lt. Col. David Talbot Rice | junto a Sienna Miller, Alastair Mackenzie, Cillian Murphy, Keira Knightley y Matthew Rhys                |
| 2006 | One Hundredth of a Second          | Connor                     | corto - junto a Emma Cleasby, Luciano Dodero, Julie Legrand y Johnny Palmiero                            |
| 2006 | Tristan & Isolde                   | Aragon                     | junto a James Franco, Sophia Myles, Rufus Sewell, Mark Strong, Henry Cavill y Ronan Vibert               |
| 2005 | Our Hidden Lives                   | S                          | junto a Richard Briers, Michael Fassbender, Mathew Horne, Ian McDiarmid y Sarah Parish                   |
| 2005 | The Jacket                         | Capitán Medley             | junto a Adrien Brody, Keira Knightley, Kris Kristofferson, Brad Renfro, Daniel Craig y Steven Mackintosh |
| 2004 | De-Lovely                          | Bill Wrather               | junto a Kevin Kline, Ashley Judd, Robbie Williams, Jonathan Pryce, Diana Krall y Elvis Costello          |
| 2004 | EMR                                | Victor                     | junto a Anthony Azizi, Gil Bellows, Tom Hardy, Jose de Valencia, Jayne McKenna y Jeremy Edwards          |
| 2004 | Spartacus                          | Julius Caesar              | junto a Goran Visnjic, Alan Bates, Angus Macfadyen, Rhona Mitra, James Frain y Henry Simmons             |
| 2003 | Jean Moulin, une affaire française | Anthony Harper             | junto a Francis Huster, Patrick Catalifo, Aladin Reibel, Bernard Yerlès y Mélanie Laurent                |
| 2002 | George Eliot: A Scandalous Life    | John Cross                 | junto a Harriet Walter, John Sessions, James Wilby, David Bamber y Michael Culkin                        |
| 2001 | Doc Martin                         | Tim                        | junto a Martin Clunes, Dominic Rowan, Mark Heap, Tristan Sturrock, Tony Maudsley y Paul Brooke           |
| 2000 | Seeing Red                         | Steve                      | junto a Sarah Lancashire, Stuart Richman, Lizzy McInnerny, Ann Aris, Tim Thomas y Zoe Henry              |
| 1999 | Wing Commander                     | Lt. Hunter                 | junto a Freddie Prinze Jr., Saffron Burrows, Matthew Lillard, Tchéky Karyo y Jürgen Prochnow             |
| 1998 | Emmerdale: Revenge                 | Det. Sgt. Dan Campbell     | junto a Daniel Harcourt, Rupam Maxwell, Mark Charnock y Malandra Burrows                                 |
| 1997 | Solomon                            | Jeroboam                   | junto a Ben Cross, Anouk Aimée, Vivica A. Fox, Max von Sydow, Maria Grazia Cucinotta y Dexter Fletcher   |

### Radio
| Año | Título         | Personaje       | Notas                           |
| --- | -------------- | --------------- | ------------------------------- |
| -   | Aubrey–Maturin | Stephen Maturin | prestó su voz para el personaje |

### Videojuegos
| Año  | Título                      | Personaje | Notas                                    |
| ---- | --------------------------- | --------- | ---------------------------------------- |
| 2017 | Mass Effect: Andromeda      | -         | prestó su voz para las voces adicionales |
| 2010 | James Bond 007: Blood Stone | Silk      | prestó su voz para el personaje          |

### Director
| Año  | Título            | Notas          |
| ---- | ----------------- | -------------- |
| 1990 | A Christmas Carol | obra de teatro |
| 1988 | Tartuffe          | -              |
| 1988 | Sons of Cain      | obra de teatro |

### Narrador
| Año  | Título                       | Notas |
| ---- | ---------------------------- | ----- |
| 2007 | World's Worst Venom          | -     |
| 2007 | Interview with a Poltergeist | -     |
| 2007 | The Secret Life of Brian     | -     |
| 2006 | The Real Sopranos            | -     |
| 2006 | The Real Goodfella           | -     |

### Teatro[3]
| Año  | Obra                  | Personaje        | Director      | Teatro            | Notas                                                                             |
| ---- | --------------------- | ---------------- | ------------- | ----------------- | --------------------------------------------------------------------------------- |
| 2012 | The Lady from the Sea | -                | Stephen Unwin | Rose Theatre      | junto a Joely Richardson, Malcolm Storry, Madeleine Worrall y Alexandra Moen      |
| 2007 | Nothing Like the Sun  | -                | -             | -                 | junto a Alexander Balanescu, Anna Maria Friman, Antony Hegarty y Gavin Friday     |
| 2005 | Paul                  | Nero             | Howard Davies | National Theatre  | junto a Kellie Bright, Paul Rhys, Paul Higgins, Lloyd Owen y Pearce Quigley       |
| 2001 | Richard III           | -                | Michael Boyd  | Young Vic Theatre | junto a Aidan McArdle, Richard Cordery, Aislín McGuckin y Sam Troughton           |
| 2001 | Henry VI Part 3       | Earl Rivers      | Michael Boyd  | -                 | junto a Richard Cordery, Elaine Pyke, Sam Troughton, Aislín McGuckin y Clive Wood |
| 2001 | Henry VI Part 2       | Duque de Suffolk | Michael Boyd  | -                 | junto a David Oyelowo, Jake Nightingale, Aislín McGuckin y Sam Troughton          |
| 2001 | Henry VI Part 1       | Duque de Suffolk | Michael Boyd  | -                 | junto a David Oyelowo, Geoffrey Streatfeild, Aislín McGuckin y Sam Troughton      |
| 1996 | Twelfth Night         | Antonio          | Ian Judge     | -                 | junto a Emily Joyce, Paul Greenwood, Christopher Hollis y Guy Henry               |
| 1996 | Troilus and Cressida  | Antonio          | Ian Judge     | -                 | junto a Joseph Fiennes, Paul Ritter, Colin Farrell, Jeremy Sheffield y Ray Fearon |
| -    | Hamlet                | -                | Ray Omodei    | National Theatre  | -                                                                                 |